# Aspasia psittacina
Aspasia psittacina är en orkidéart som först beskrevs av Heinrich Gustav Reichenbach, och fick sitt nu gällande namn av Heinrich Gustav Reichenbach. Aspasia psittacina ingår i släktet Aspasia och familjen orkidéer.
Artens utbredningsområde är Ecuador. Inga underarter finns listade i Catalogue of Life.

## Bildgalleri

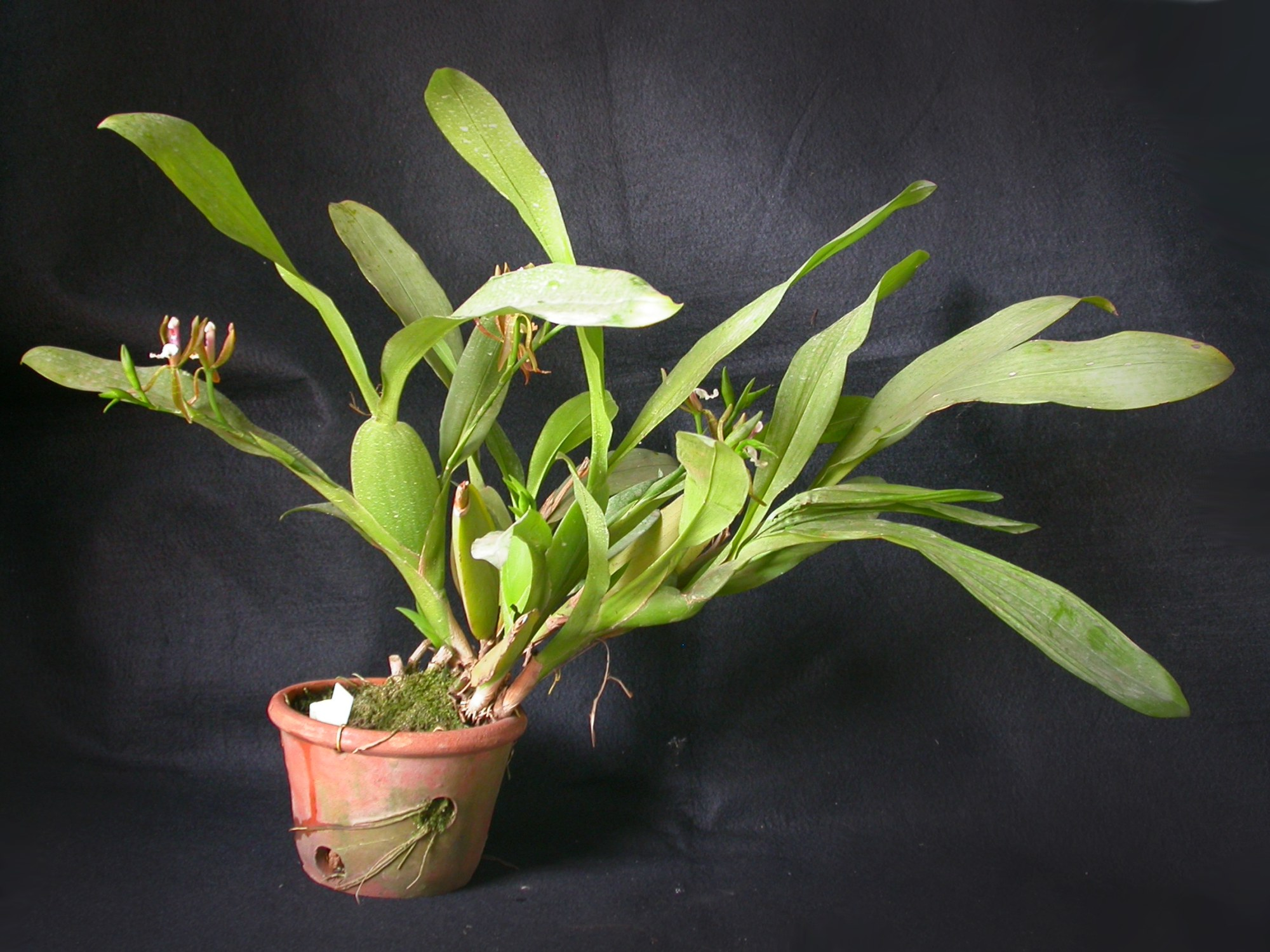